# Galéruque de l'aulne
Agelastica alni
Espèce
La Galéruque de l'aulne ou la Chrysomèle de l'aulne (Agelastica alni) est une espèce très commune d'insectes coléoptères de la famille des Chrysomelidae, de la sous-famille des Galerucinae, qui peut se rencontrer en grand nombre.
Ces pullulation peuvent alors occasionner des dégâts importants sur la plantes hôtes (aulnes) dont les larves dévorent les feuilles, presque toujours celles d'Aulne blanc (Alnus incana) ou d'Aulne glutineux (Alnus glutinosa).

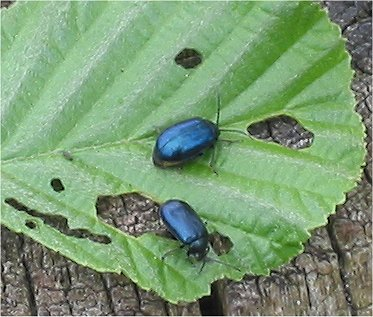
Deux Chrysomèles de l'aulne sur une feuille.

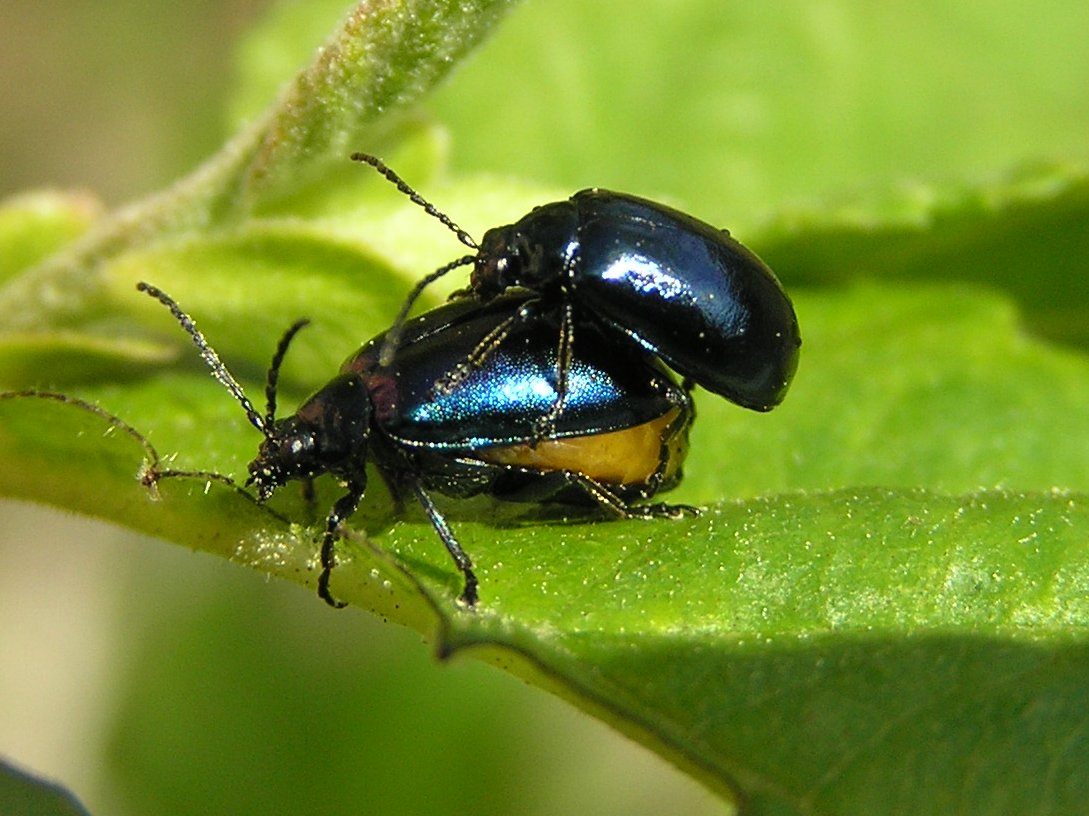
Accouplement (la femelle a un abdomen plus gros que le mâle).

## Description
Ce coléoptère mesure 7 à 8 mm de long (à peu près la taille d'une coccinelle) et est uniformément bleu à presque noir, avec des reflets métallisés. La femelle est un peu plus grosse que le mâle et son abdomen jaunit et est distendu avant la ponte.

## Distribution
L'aire naturelle de répartition de cette espèce est l'Europe étendue (du Caucase à la Sibérie, au nord-est du Kazakhstan). Au XIXe siècle, elle a été introduite aux États-Unis.
On le pensait disparu du Royaume-Uni ou devenu très rare depuis une soixantaine d'années, mais il y a été retrouvé dans la région de Manchester en 2004 et ses populations semblent en augmentation dans le nord-ouest de l'Angleterre (retrouvé dans le Nottinghamshire et le Hampshire en 2014 et dans le nord du Pays de Galles en 2018),

## Espèces hôtes
La larve de ce coléoptère s'alimente essentiellement sur deux espèces d'aulnes (Alnus incana plus souvent qu'Alnus glutinosa) et accessoirement sur le noisetier, le bouleau ou le charme en cas de pénurie alimentaire. Les feuilles mangées prennent l'aspect d'une dentelle et roussissent rapidement, dès fin avril, les principaux dommages étant causés par les larves au troisième stade.
Bien que les dommages causés aux aulnes puissent être inesthétiques et parfois impressionnants, l'arbre plus ou moins défolié tolère généralement bien ces dommages : l'aulne en partie défolié se montre capable de compenser les dégât en augmentant son taux de photosynthèse, ce qui n'est pas le cas du bouleau, différence qui semble due au fait que les nervures qui distribue l'eau dans les feuilles ne sont pas attaquées chez l'aulne, mais le sont chez le bouleau. En outre une étude allemande a montré en 2000 que les aulnes attaqués ont un taux de phénols totaux qui augmente, et émettent des hormones de stress faisant que les aulnes proches de ceux qui sont infestés sécrètent des molécules qui les rendent moins appétents pour le coléoptère, qui est alors contraint à ensuite pondre plus loin sur des arbres pas encore touchés. Ceci a été confirmé par des expériences en laboratoire et des observations de terrain. Plus on est proche d'un arbre qui a déjà été attaqué, moins les dommages aux feuilles constatés sur le terrain sont importants, et moins le nombre d'œufs pondus par feuille est grand. Une résistance apparait chez les aulnes défoliés, mais aussi chez leurs voisins intacts ; ce « transfert de résistance » entre arbres limite les dégâts d'herbivorie au niveau des peuplements d'aulnes dans leur ensemble, et contrairement au Bouleau verruqueux (Betula pendula) les aulnes (Alnus incana et Alnus glutinosa), possèdent face à Agelastica alni, des adaptations physiologiques au niveau des feuilles et des mécanismes de défense pouvant atténuer les dégâts que l'insecte peut infliger à l'arbre.
En particulier, non seulement l'aulne augmente son taux de photosynthèse, mais :
- il compense sa perte de surface foliaire dues au pâturage des insectes « en produisant continuellement de nouvelles feuilles tout au long de la période végétative »[6] ;
- et, uniquement sur les nouvelles feuilles, des trichomes foliaires apparaissent dans les 3 semaines qui suivent l'attaque par l'insecte. Ces trichomes semblent réduire le taux de ponte par la Galéruque de l'aulne (A. Alni). L'élimination expérimentale de ces trichomes par arasement « a démontré l'effet hautement significatif des trichomes sur le comportement alimentaire des adultes et des larves » quand ils avaient le choix de se nourrir sur des feuilles avec ou sans trichomes[6].

## Cycle de vie
L'adulte ailé (mâle ou femelle) hiverne puis émerge au printemps. 

La femelle pond une fois par an des œufs jaunes (sous les feuilles ce qui les protège de la pluie, du soleil et des prédateurs). Les larves ont une couleur proche de celle des adultes (noires à reflets métallisés bleus). 

## Galerie d'images

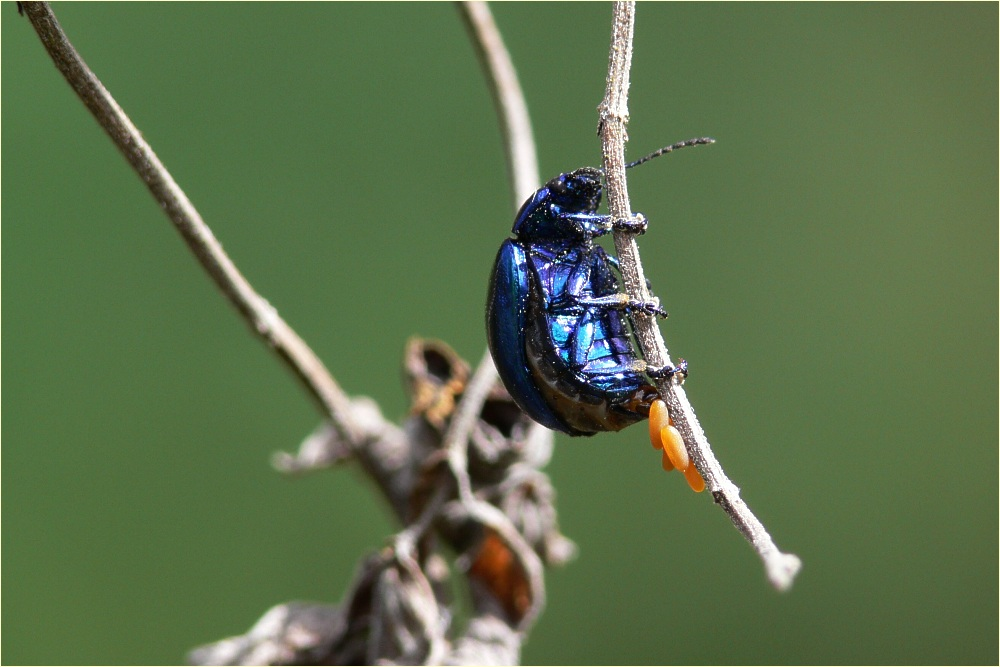
ponte (œufs jaunes ici accolés sur une branche, mais généralement pondus sous une feuille).
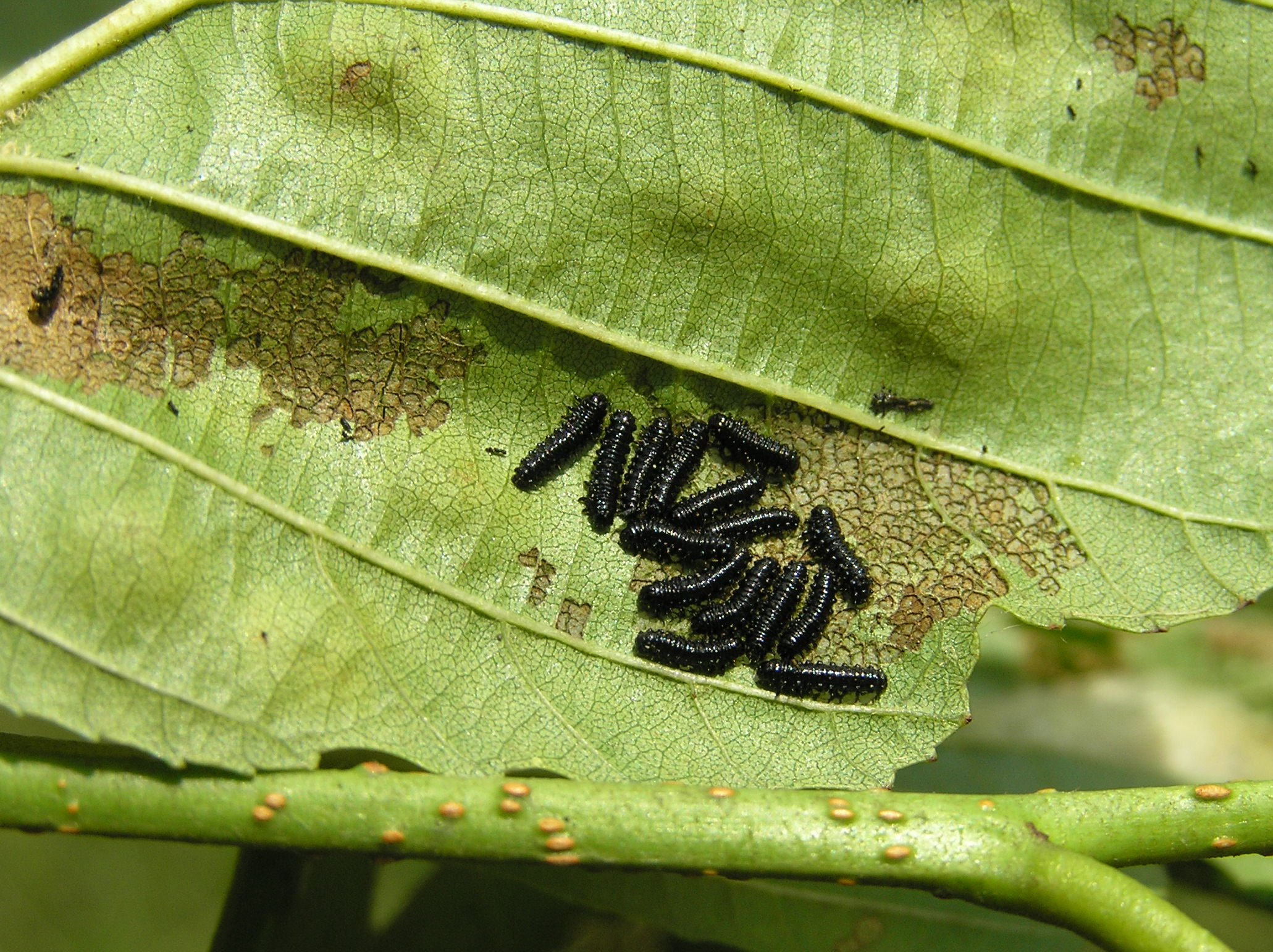
Groupe de jeunes larves
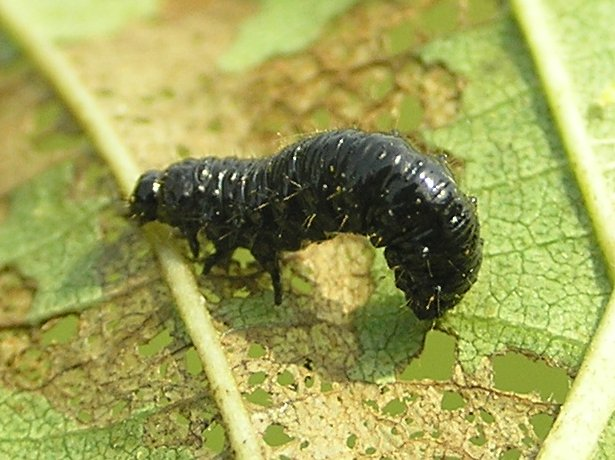
Larve au stade 2 en train de manger
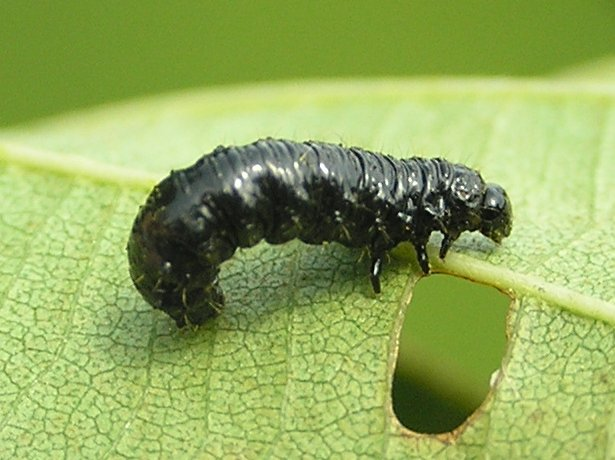
Larve au stade 3
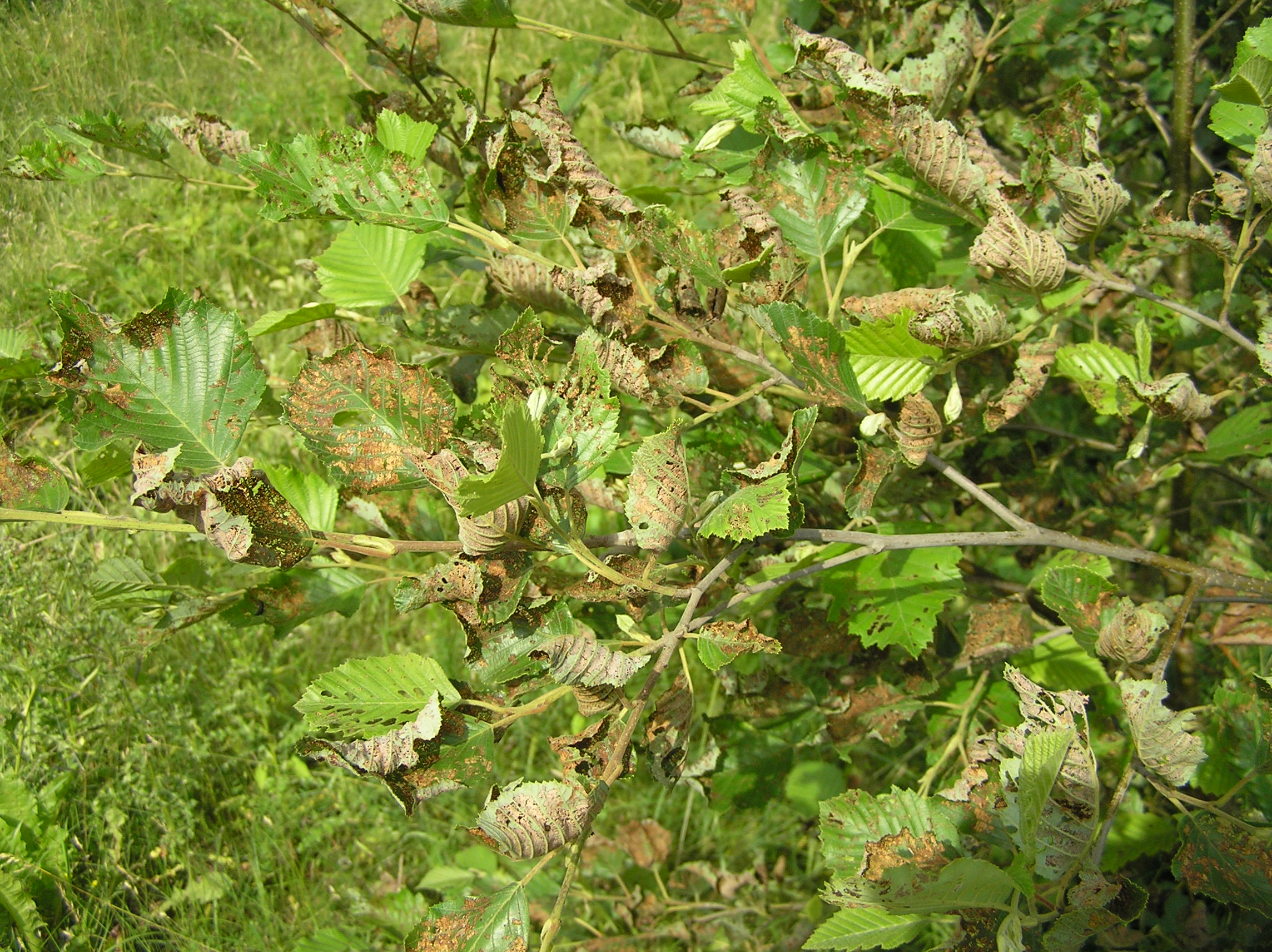
Les nervures des feuilles d'aulne sont épargnées (pas celles du bouleau)
- Video d'une femelle pleine d'œufs
- Video d' Agelastica alni (Allemagne)